# 敦迪宾·沙拉布
敦迪宾·沙拉布（？—？），蒙古人民共和国外交官。

## 生平
1959年，敦迪宾·沙拉布接替索诺曼·鲁布桑出任蒙古人民共和国驻中华人民共和国大使。1959年9月30日，为庆祝中华人民共和国建国十周年，社会主义国家驻华大使给毛泽东致贺信，联名致信的有匈牙利人民共和国大使诺格拉第、朝鲜民主主义人民共和国大使李永镐、捷克斯洛伐克共和国大使布希尼亚克、德意志民主共和国大使汪戴尔、保加利亚人民共和国大使潘切夫斯基、罗马尼亚人民共和国大使查哈勒斯库、蒙古人民共和国大使沙拉布、越南民主共和国大使陈子平、阿尔巴尼亚人民共和国大使帕里夫蒂、苏维埃社会主义共和国联盟临时代办安东诺夫、波兰人民共和国临时代办傅拉托。
1959年10月4日晚间，中共中央副主席、中华人民共和国国务院总理周恩来同蒙古人民革命党中央委员会第一书记、蒙古人民共和国部长会议主席尤睦佳·泽登巴尔会谈并共进晚餐，在座的蒙方人员有蒙古人民共和国党政代表团全体团员：蒙古人民共和国部长会议副主席巴达民·拉姆苏伦，蒙古人民共和国人民军事务部第一副部长布塔勒·朝格，蒙古人民共和国外交部副部长占巴林·班扎尔，蒙古人民共和国驻中国大使敦迪宾·沙拉布。
1960年5月31日，中华人民共和国和蒙古人民共和国在蒙古人民共和国首都乌兰巴托缔结《中华人民共和国和蒙古人民共和国友好互助条约》。1960年10月12日，两国在中华人民共和国首都北京交换条约批准书，在互换条约批准书的证书上签字的，中方是姬鹏飞，蒙方是驻华大使沙拉布。
1961年7月，为庆祝蒙古人民革命胜利40周年，蒙古驻华大使沙拉布在北京人民大会堂举办招待会，中华人民共和国主席刘少奇、国务院总理周恩来、朝鲜最高领导人金日成出席。
1960年代初，中国共产党和苏联共产党分歧公开，中苏交恶，蒙方在意识形态争论中站在苏联共产党一方，中国遂开始向蒙方大规模抱怨蒙古人民共和国公民、干部、军警、企业、机关等侮辱、殴打、非法逮捕援蒙中国工人的问题。中方认为，近年来援蒙中国工人在蒙古遭到巨大的不公平甚至非人道对待。1962年5月8日，中华人民共和国国务院总理周恩来驳回了蒙古驻华大使沙拉布对中国援蒙工人罢工问题的意见，并称“如果你们不需要，可以把他们送回来，但不要侮辱殴打他们。”蒙方则指责中方改变了在援蒙中国工人问题上的政策，“利用这些细小的摩擦来制造所谓蒙古对中国不友好的证据，以证明蒙古对中方不友好”。1963年4月到12月，中蒙两国就中国派遣劳工援蒙问题先后举行47次会谈，但无果而终。